# Дэниелс, Теана
Теана Дэниелс (англ. Teahna Daniels; род. 25 марта 1997, Орландо, Флорида) — американская легкоатлетка, серебряный призёр летних Олимпийских игр 2020 в Токио в эстафете 4х100 метров.

## Биография и спортивная карьера
Дэниелс родилась 25 марта 1997 года в городе Орландо, штат Флорида.
Участвовала на чемпионате мира по легкой атлетике 2019 года в Дохе, где заняла седьмое место в беге на 100 метров среди женщин.
Она возглавила американскую эстафетную команду 4 × 100 метров на чемпионате мира среди юниоров по легкой атлетике 2014 года и Панамериканском юношеском чемпионате по легкой атлетике 2015 года, выиграв золотые медали, а также выиграла индивидуальную бронзовую медаль на дистанции 100 метров на чемпионате Панамерики среди юниоров.
Заняла третье место в беге на 100 метров на чемпионате NCAA на открытом воздухе в 2017 году и стала финалистом на 100 и 200 метров на чемпионате NCAA Outdoor в 2019 году. В июле она выиграла титул на дистанции 100 метров на чемпионате NACAC U18 и U23 по легкой атлетике 2019 года.
Теана Дэниелс впервые поднялась на национальный подиум на чемпионате США по легкой атлетике в помещении 2018 года, заняв третье место в беге на 60 метров. Она завоевала свой первый национальный титул на чемпионате США по легкой атлетике 2019 года, неожиданно победив в беге на 100 м олимпийских золотых медалистов англичанок Гарднера и Моролаке Акиносуна.
На чемпионате мира в Дохе 2019 года она завоевала бронзовую медаль в женской эстафете 4х100 метров.

## Олимпиада 2020 в Токио
На Олимпийских играх 2020 Теана Дэниелс вместе с партнершами по команде Джавианн Оливер, Дженна Прандини и Габриэль Томас завоевала серебряную медаль в эстафете 4х100, уступив в финале команде Ямайки.

## Национальные титулы
- Чемпионат США по легкой атлетике на открытом воздухе — 100 м .: 2019 год